# はらドーナッツ
はらドーナッツは、豆乳やおからなどを材料に使用したドーナツを製造・販売する企業、およびそのチェーン店の名称。また、同店のプレーンドーナツの名称でもある。2017年1月の時点ではフジオフードシステムの子会社。

## 概要
2008年5月、神戸市兵庫区に神戸本店をオープン。本店近くのマルシン市場で1968年から営業している原とうふ店から豆乳・おからなどの主な素材を仕入れ、また国産の天然素材を厳選して使用し、プレーンドーナツ「はらドーナッツ」を始め、チョコ、丹波黒豆きなこ、季節のフルーツを使ったものや日替わりドーナツなど多種のドーナツを販売している。
株式会社むくの事業であったが、2016年に当該事業を株式会社はらドーナッツに分割、同年5月2日に株式会社フジオフードシステムが買収し、現在は子会社。

## 店舗

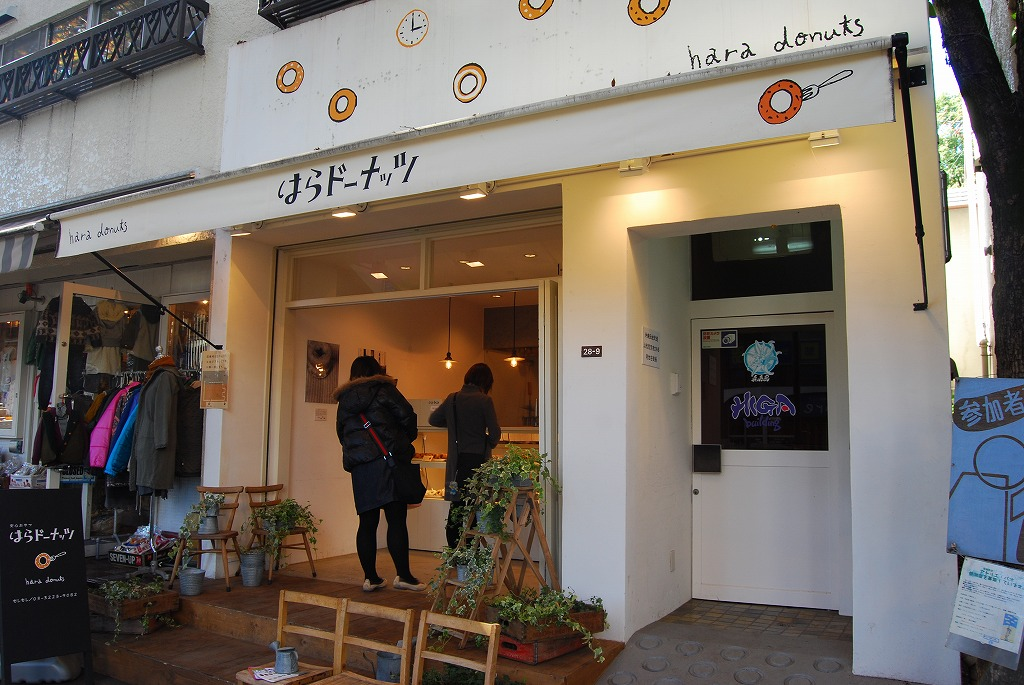
はらドーナッツ阿佐ヶ谷店（東京都杉並区 2008年）

直営店のほか、期間限定ショップも展開する。詳細ははらドーナッツ公式サイトを参照のこと。
2015年5月現在、神戸本店をはじめ、大阪、東京、横浜、札幌、名古屋、広島、熊本などにチェーン展開しているほか、韓国ソウル市にも出店している。
2020年現在札幌は閉店している。姉妹店として、カフェの「カフェ豆茶」、豆乳ケーキ販売店の「はらロール」、豆腐ケーキ販売店の「はらのキッチン」を展開している。